# Муж своей жены
«Муж своей жены» (пол. Mąż swojej żony) — польская кинокомедия 1960 года. Сценарий основан на пьесе Ежи Юрандота.

## Сюжет
Ядвига — спортсменка-легкоатлетка, её муж Михал — способный композитор. Жизнь этой четы подчинена спорту, всё в ней решает тренер Ядвиги. На мужа и его работу никто не обращает внимания. Даже повариха больше уважает тренера, а для композитора и готовить не станет. Возможно, профессор и его дочь помогут спасти брак? Возможно, поможет знаменитый боксёр? Или будет развод, или ещё одно бракосочетание?

## В ролях
- Бронислав Павлик — Михал Карч, композитор,
- Александра Заверушанка — Ядвига Фолтасювна, жена Михала,
- Веслав Голас — Чапула, боксёр,
- Эльжбета Чижевская — Рената Требская, дочь профессора,
- Ванда Лучицкая — Ковальская, домработница,
- Мечислав Чехович — Мамчик, тренер Ядвиги,
- Стефан Бартик — Скробишевский, болельщик,
- Ян Коэхер — Требский, профессор,
- Ежи Душиньский — Куркевич, спортивный журналист,
- Войцех Покора — Метек,
- Лех Ордон — сантехник,
- Ян Тадеуш Станиславский — сосед,
- Кристина Химаненко — соседка,
- Хелена Домбровская — соседка,
- Кристина Церняк — соседка,
- Януш Палюшкевич — гостиничный портье,
- Мария Каневская — гостиничная уборщица,
- Тадеуш Плюциньский — официант.